# Rötelmäuse
Die Rötelmäuse (Myodes) sind eine Gattung der Wühlmäuse, die durch den rötlichen Schimmer des ansonsten grauen Fells der Oberseite gekennzeichnet sind. An den Flanken verschwindet der Schimmer, die Unterseite ist schließlich je nach Art grau oder weiß. Von den gestaltlich sehr ähnlichen Feldmäusen (Microtus) sind Rötelmäuse durch etwas größere Ohren und Augen und eine Schwanz-Endquaste unterschieden.
Alle Rötelmäuse bewohnen die gemäßigten und kalten Klimazonen. Sie sind in der gemäßigten Zone in Wäldern zu finden, nördlich davon ist auch die Tundra ihr Habitat.
Laut Mammal Species of the World (2005) und Weltnaturschutzunion (IUCN) zählen die folgenden Arten zu der Gattung, darunter auch zwei Arten der Japanischen Rötelmäuse, die ursprünglich in eine eigene Gattung, Phaulomys, gestellt wurden.
- Anderson-Rötelmaus (Myodes andersoni), Honshū
- Westamerikanische Rötelmaus (Myodes californicus), Oregon, nördl. Kalifornien
- Tianshan-Rötelmaus (Myodes centralis), Altai, Tianshan
- Nordamerikanische Rötelmaus (Myodes gapperi), südl. Kanada, nördl. USA
- Rötelmaus (Myodes glareolus), Europa, West- und Zentralasien
- Imaizumi-Rötelmaus (Myodes imaizumii)
- Koreanische Rötelmaus (Myodes regulus), Korea
- Hokkaido-Rötelmaus (Myodes rex), Hokkaidō
- Graurötelmaus (Myodes rufocanus), Nordeuropa, Nordasien
- Polarrötelmaus (Myodes rutilus), Tundren Nordeuropas, Sibiriens und Alaskas
- Shanxi-Rötelmaus (Myodes shanseius)
- Sikotan-Rötelmaus (Myodes sikotanensis), drei Inseln der Kurilen: Sikotan, Daikoku, Rishiri
- Japanische Rötelmaus oder Smith-Rötelmaus (Myodes smithii), Japan (ohne Hokkaidō)

Nach molekulargenetischen Analysen von Cook, Runck und Conroy dürfte die Gattung der Rötelmäuse allerdings paraphyletisch im Hinblick auf die Gebirgswühlmäuse (Alticola) und die Père-David-Wühlmäuse (Eothenomys) sein, bildet also keine geschlossene Abstammungsgemeinschaft.
Traditionell wurden Rötelmäuse auch unter den wissenschaftlichen Namen Evotomys und Clethrionomys geführt. Myodes ist jedoch der ältere Name, der nur deshalb lange nicht in Gebrauch war, weil er für ein Juniorsynonym von Lemmus (Lemminge) gehalten wurde. Die Zoologen Musser und Carleton untersuchten 2003 die nomenklatorische Geschichte der Gattung und kamen zu dem Schluss, dass Myodes der gültige Name für diese Gattung sei. Clethrionomys ist demnach ein ungültiges Juniorsynonym.
Rötelmäuse stellen ein Reservoir für Hantaviren dar.